# Kimiyo Matsuzaki
Kimiyo Matsuzaki (Kagawa; 18 de junio de 1938) fue una jugadora profesional de tenis de mesa japonesa, ganadora del Campeonato Mundial de Tenis de Mesa de 1959 y 1963, celebrados en Dortmund y Praga, respectivamente.
Matsuzaki también ganó varias medallas de oro en los Mundiales, en las modalidades de por equipo y por parejas.